# Wim Vreeswijk
Willem Theodorus Emile (Wim) Vreeswijk  (10 april 1950) is een voormalig Nederlandse politicus van extreemrechtse signatuur.
Vreeswijk was jarenlang lid van de gemeenteraad van Utrecht namens de Centrumpartij, de Centrumdemocraten en het Nederlands Blok. Ook was hij Statenlid namens de CD in de provincie Utrecht van 1991 tot 1995. 
Vreeswijk was makelaar van beroep en is sinds de jaren tachtig politiek actief. In 1984 werd Vreeswijk lid van de gemeenteraad van Almere en in 1986 lid van de Utrechtse gemeenteraad.
In 1986 was hij belangrijk initiatiefnemer van de door extreemlinkse activisten gewelddadig verstoorde verzoeningsbijeenkomst in een hotel aan de Linge te Kedichem tussen kader van de Centrumpartij en de Centrumdemocraten van Janmaat. Vreeswijk liep hierbij een schedelbasisfractuur op.
In 1992 was Vreeswijk betrokken bij de oprichting van het Nederlands Blok tezamen met Alfred Vierling, Hans Lindenburg, Ton Steemers en anderen, van welke partij hij in 1994 voorzitter werd. Vanwege een conflict met Janmaat werd Vreeswijk in 1994 uit de CD geroyeerd. De partij had goede verwachtingen voor de Provinciale Statenverkiezingen in 1995. Het veronderstelde succes bleef echter uit: de partij behaalde nergens een zetel. Bij de gemeenteraadsverkiezingen in 1998 deed het Nederlands Blok alleen in Utrecht mee. Pogingen om ook in Leeuwarden en Ede mee te doen mislukten. Vreeswijk werd wel herkozen in de Utrechtse raad. Bij gemeentelijke herindelingsverkiezingen in 2000 verloor hij zijn zetel.
Zowel bij de gemeenteraadsverkiezingen van 2010 als in 2014 in Utrecht was Wim Vreeswijk lijsttrekker van zijn Partij Vrij Utrecht (PVU). Hij keerde zich tegen criminaliteit, hoge parkeertarieven en oplopende gemeentelijke woonlasten. Bij beide verkiezingen behaalde de partij geen zetels. In 2012 was hij medeoprichter van de Anti Europa Partij (AeuP).